# Огородная улица (Пушкин)
Огоро́дная улица — улица в городе Пушкине (Пушкинский район Санкт-Петербурга). Проходит от Парковой до Сапёрной улицы.

## История
Первоначально носила название Софи́йская улица по собору Святой Софии, рядом с которым проходит. Топоним известен с 1830-х годов. 18 марта 1903 года улицу переименовали в Огородную — по располагавшимся в районе современных домов № 22—30 по Сапёрной улице огородам Гусарского полка.

## Перекрёстки
- Парковая улица

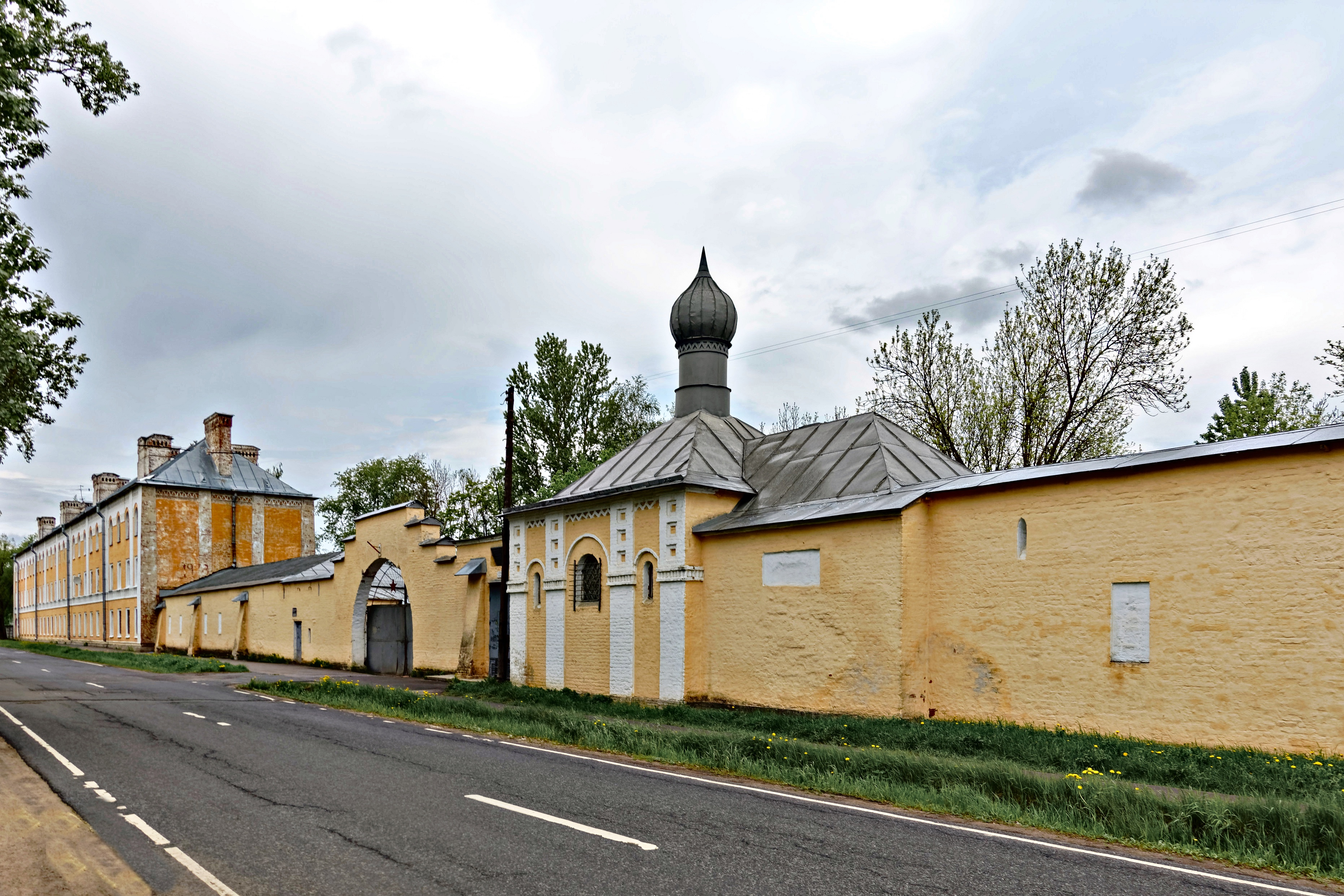
Строения Покровского городка по Огородной улице

- улица Красной Звезды (по факту два перекрёстка, так как улица Красной Звезды в этом месте имеет небольшой сдвиг)
- Южный проезд Софийской площади (Артиллерийская улица)
- Сапёрная улица

## Достопримечательности
- Покровский городок